# Capão Redondo (métro de São Paulo)
Capão Redondo (en portugais : Estação Capão Redondo) est une station terminus ouest de la ligne 5 (Lilas) du métro de São Paulo. Elle est située sur l'avenue Carlos Caldeira Filho, dans le quartier Capão Redondo, à São Paulo au Brésil.
Mise en service en 2020 par le métro de São Paulo, la station est exploitée depuis 2018 par le concessionnaire ViaMobilidade. Elle est en correspondance et dispose d'une intégration tarifaire avec un terminus d'autobus Empresa Metropolitana de Transportes Urbanos de São Paulo (pt) (EMTU), qui dessert les villes adjacentes à la région.

## Situation sur le réseau

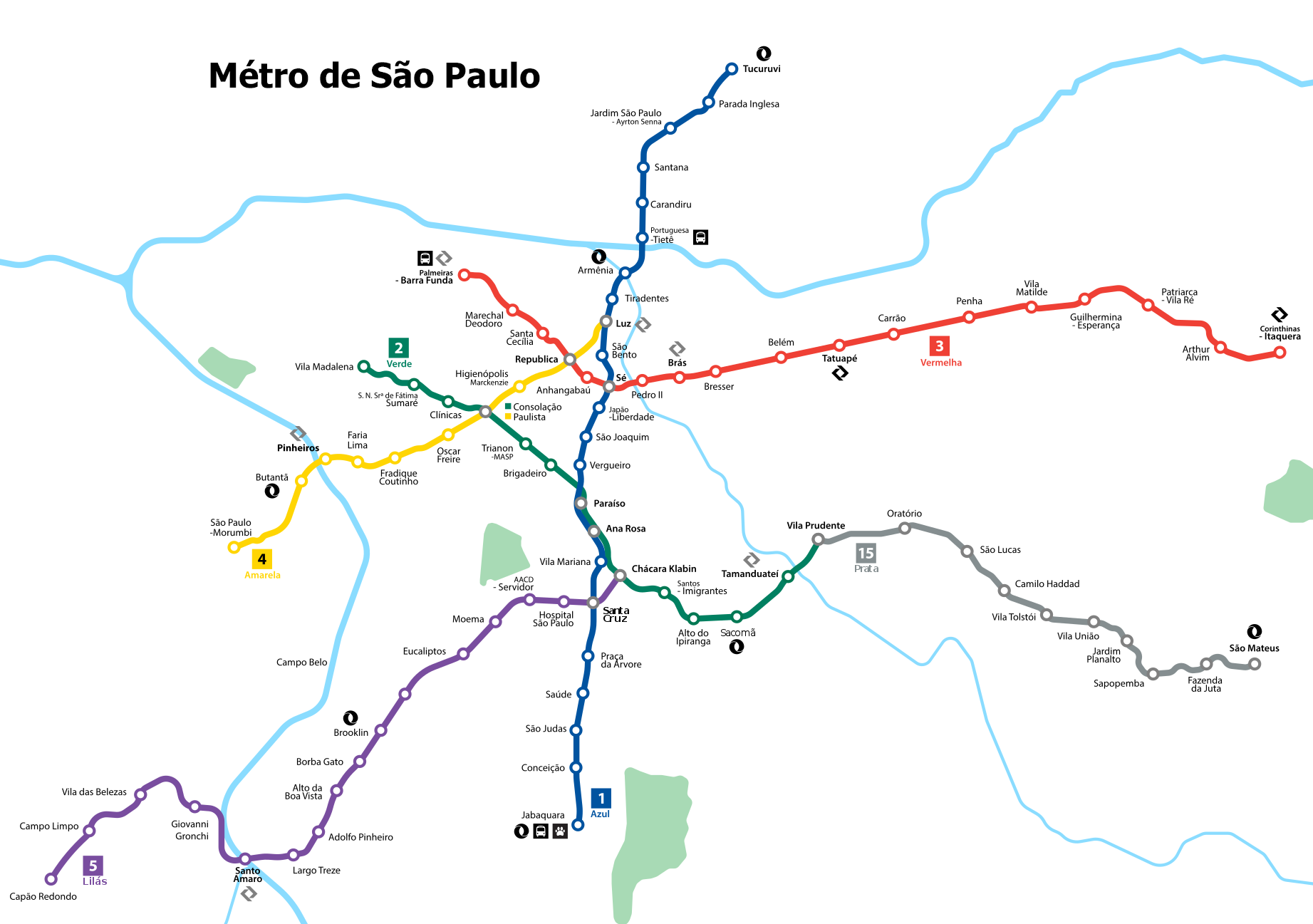
Plan du Métro de São Paulo 2020.

Établie en aérien, la station Capão Redondo est une station terminus située sur la ligne 5 (Lilas) avant la station Campo Limpo, en direction du terminus Chácara Klabin.
Après la station la ligne arrive au dépôt de ligne qui dispose d'une surface de 75 000 m2, ou l'on trouve des voies de garage pour le stationnement de huit rames, six blocs d'appui aux activités de maintenance et le centre de contrôle opérationnel de la ligne.

## Histoire

### Projet et chantier
Le premier projet d'une station apparait en 1990 il s'agissait d'une gare terminus d'une ligne de Campo Limpo à Capão Redondo, porté par la société publique de transport ferroviaire Ferrovia Paulista SA (Fepassa). Mais la société étant en difficulté financière le projet est transféré à la Companhia do Metropolitano. En 1994, l'architecte Luiz Carlos Esteves produit le projet des stations de la ligne 5-Lilas, dont celui de Capão Redondo,.
Le chantier de la station ainsi que celui eu dépôt débutent en mars 1998.

### Mise en service
La station terminus Capão Redondo est mise en service, par le métro de São Paulo, le 20 octobre 2002. C'est une station aérienne avec deux quais latéraux recouverts d'une structure métallique de forme elliptique et de tuiles en acier. Au rez-de-chaussée elle dispose d'un hall de distribution. Elle est accessible aux personnes handicapées et est équipée de : un accès, deux escaliers fixes, six escaliers mécaniques, d'une surface construite de 5 209 m2 et est prévue pour absorber un transit maximum de 2 038 voyageurs par heure, en heure de pointe.
En 2018, la station change d'exploitant avec l'arrivée de ViaMobilidade concessionnaire pour vingt ans de l'exploitation de la ligne 5,.
Début mai 2021, la station est en travaux de finition de la pose de portes palières.

## Services aux voyageurs

### Accès et accueil
La station est située au 4661 de l'avenue Carlos Caldeira Filho. Elle est accessible aux personnes à la mobilité réduite,.

### Desserte
Capão Redondo est desservie par les rames de la ligne 5 du métro de São Paulo de 4h40 à 0h10.

Installation
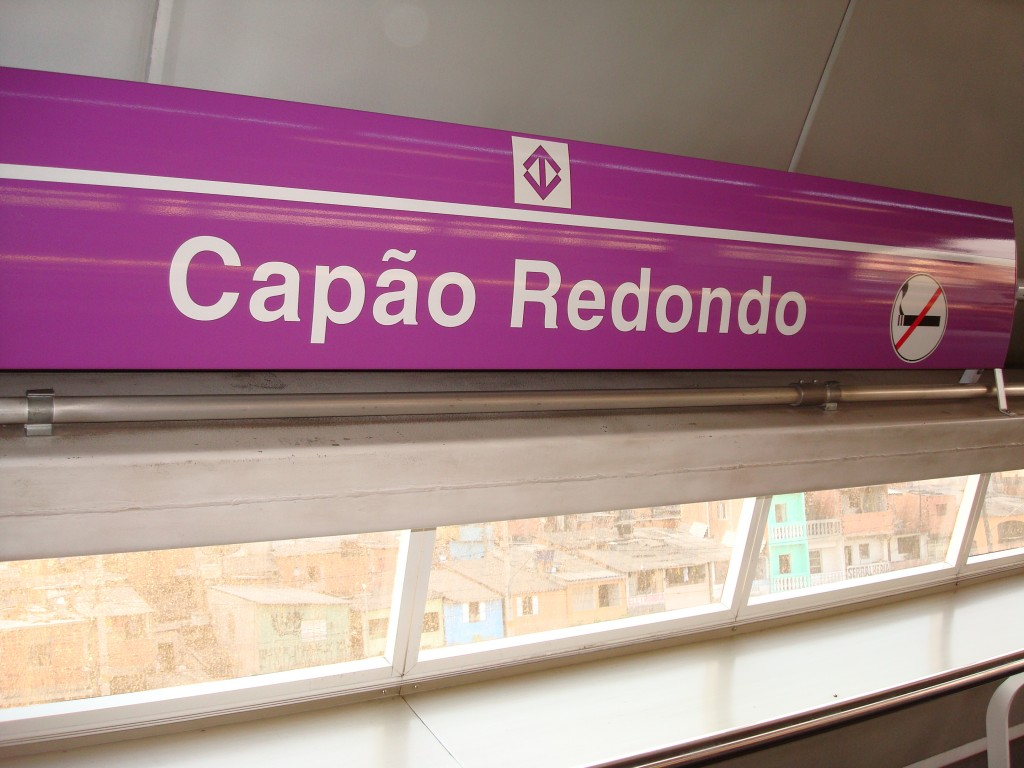
2008.
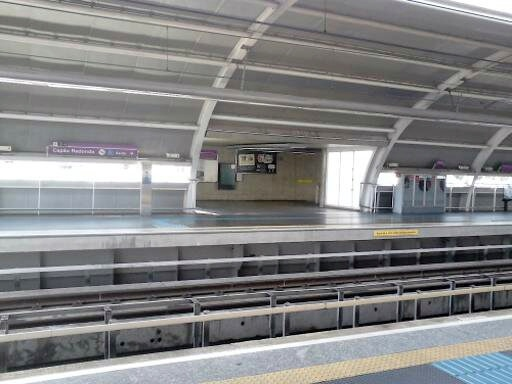
2014.
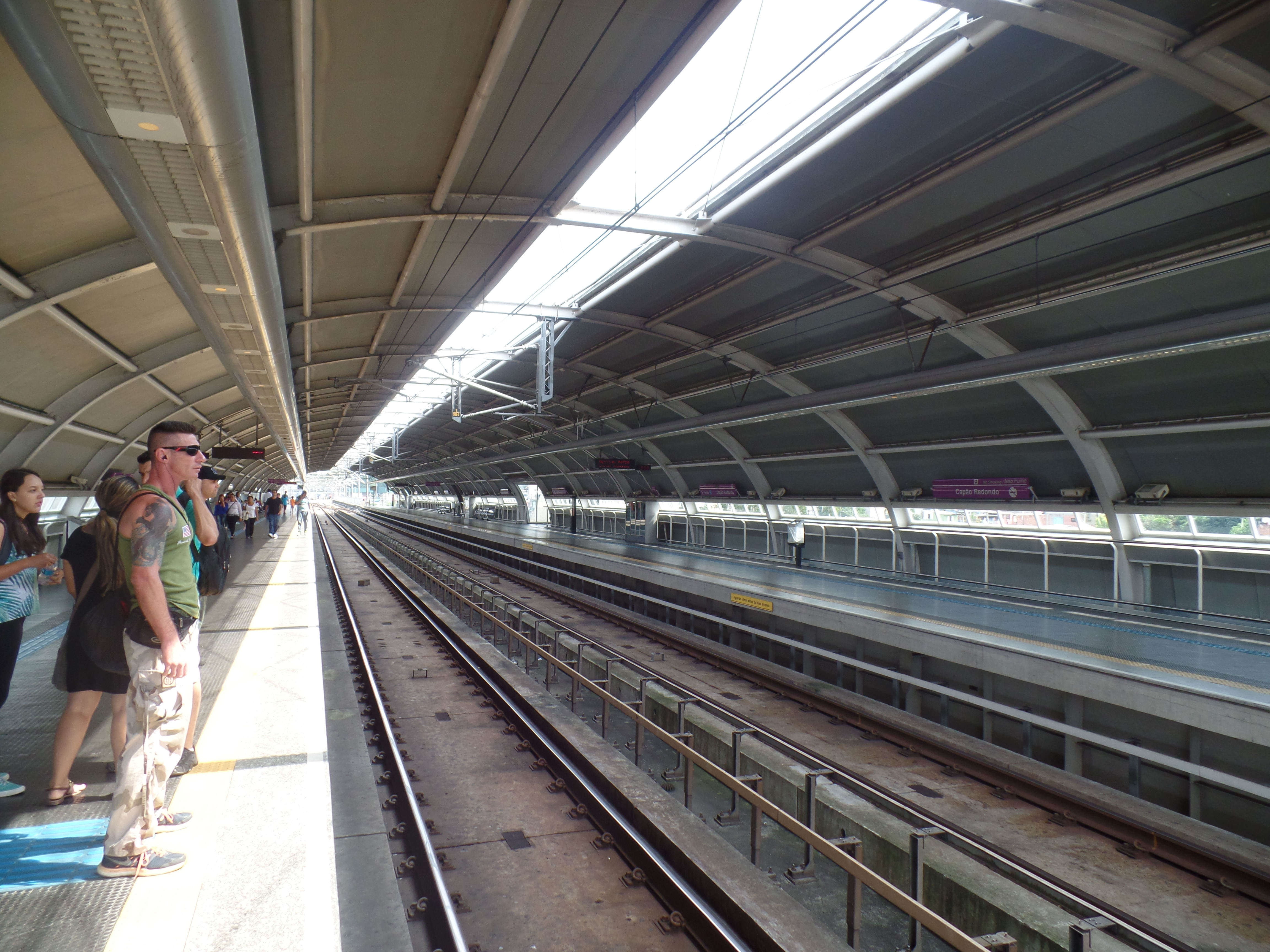
2015.

### Intermodalité
Elle est en correspondance et intégration tarifaire avec une gare routière urbaine de Empresa Metropolitana de Transportes Urbanos de São Paulo (pt) (EMTU).

## À proximité
- Parque Santo Dias